# Manziana
Manziana est une commune italienne d'environ 7 750 habitants, située dans la ville métropolitaine de Rome Capitale, dans la région Latium, en Italie centrale.

## Personnalités liées à la commune
- Chiara Corbella-Petrillo, laïque et mère de famille italienne, reconnue comme « servante de Dieu » par l'Église catholique.

## Administration
| Période                                  | Période  | Identité         | Étiquette | Qualité |
| ---------------------------------------- | -------- | ---------------- | --------- | ------- |
| 28 mai 2002                              | En cours | Generoso Mancini |           |         |
| Les données manquantes sont à compléter. |          |                  |           |         |

### Hameaux
Quadroni

### Communes limitrophes
Bracciano, Canale Monterano, Oriolo Romano, Tolfa